# Превечорі
Превечорі (рум. Preveciori) — село у повіті Караш-Северін в Румунії. Входить до складу комуни Беуцар.
Село розташоване на відстані 305 км на північний захід від Бухареста, 60 км на північний схід від Решиці, 105 км на схід від Тімішоари.

## Населення
За даними перепису населення 2002 року у селі проживали 10 осіб, усі — румуни. Усі жителі села рідною мовою назвали румунську.